# Upplands runinskrifter 53
Runinskrift U 53 är en runsten i Gamla stan på Stadsholmen i Stockholm. Den är inmurad i husknuten till ett bostadshus i korsningen Kåkbrinken och Prästgatan. Den ristade ytan vetter mot Prästgatan.

## Stenen
Stenens mått är 0,95 meter gånger 0,55 meter. Den är skadad, men stora delar av dess inskrift går ändå att läsa. Den har stilistiskt daterats till omkring 1070-1100. Johannes Bureus nämner stenen på 1600-talet. 
Stenen togs ut 1937 och rengjordes innan den åter insattes i samma vägg men nu på ett sådant sätt så den är bättre skyddad och mer synlig. Intill står ett gammalt avlagt kanonrör som är husknutens stöttepelare.

## Inskriften
Inskriften:
ᚦᚬᚱ[..]ᛅᛁᚾ ᛫ ᛅᚢᚴ ᛫ ᚠᚱᛅᚤᚴᚢᚾ ᛫ ᚦᛅᚢ[...] ᛫ ᛋᛏᛅᛁᚾ ᛫ ᛁᚠᛏᛁᛦ [...] ᛋᚢᚾ ᛋᛁᚾ
Inskriften lyder i translitterering:
Translitterering av runraden:
þor--ain · auk · fraykun ' þau ...- · stain ' iftiʀ -... sun sin
Normalisering till runsvenska:
Þor[st]æinn ok Frøygunn þau ... stæin æftiʀ ..., sun sinn.
Översättning till nusvenska:
Torsten och Frögunn de (lät resa) stenen efter ..., sin son.

## Se även

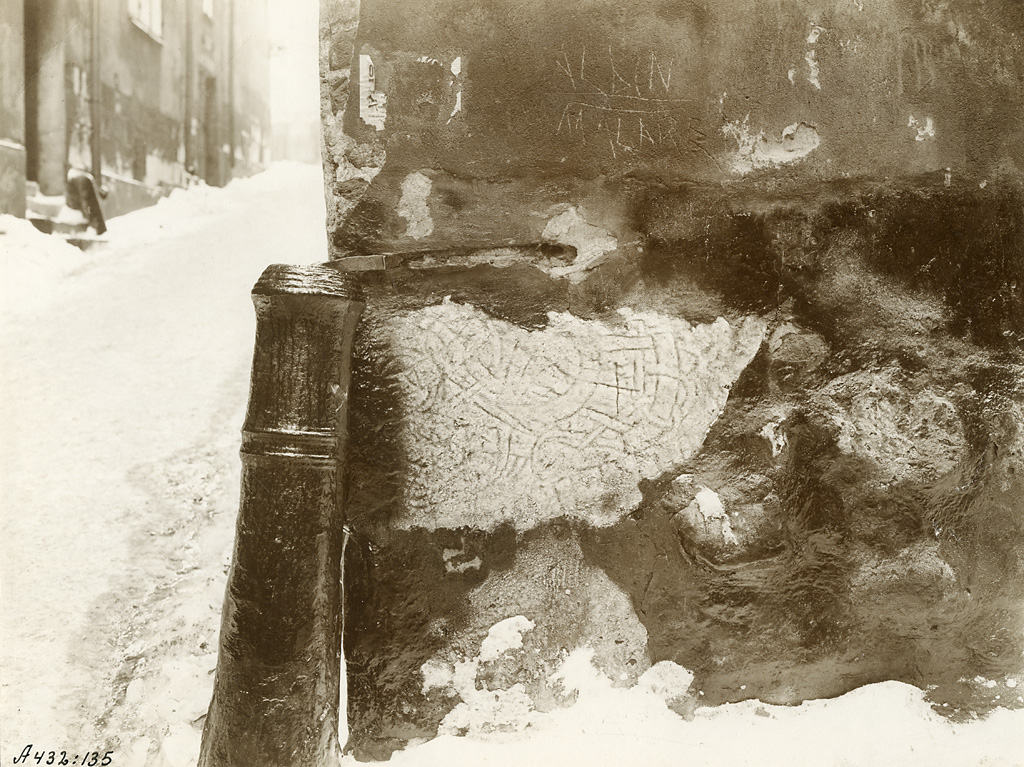
Runstenen bakom kanonröret år 1915.